# 니시쿄고쿠역
니시쿄고쿠역(일본어: 西京極駅, にしきょうごくえき)은 일본 교토부 교토시 우쿄구에 있는 한큐 전철 교토 본선의 역이다. 역 번호는 HK-82이다.
교토 시 니시쿄고쿠 종합운동공원의 근처역이다, 니시쿄고쿠 종합운동공원 앞이라는 부역명이 병기되어 있다.

## 역사
- 1928년 11월 1일: 신케이한 철도 다카쓰키초(현, 다카쓰키시 역) ~ 교토사이인 역(현, 사이인 역) 구간 연장과 동시에 영업 개시.
- 1930년 9월 15일: 회사 합병으로 게이한 전기철도 신케이한 선의 역이 됨.
- 1943년 10월 1일: 회사 합병으로 게이한신 급행전철(현, 한큐 전철)의 역이 됨.
- 1949년 12월 1일: 신케이한 선이 교토 본선으로 노선명이 변경되어 당 노선이 됨.
- 1988년 4월: 제43차 국민 체육대회(교토 국체) 추계 대회에 대응하기 위한 개량 공사 완성 및 역사 개축, 서쪽에 임시 개찰구와 슬로프 신설.
- 2013년 12월 21일: 역 번호 도입.

## 역 구조
축제 상에 상대식 승강장 2면 2선의 고가역이다. 분기기, 절대 신호를 갖지 않아 정류장으로 분류된다.
개찰구와 대합실은 하행(우메다 방면) 승강장 측에 있다. 또, 상행(가와라마치 방면) 승강장 측에는 슬로프에서 가는 임시 개찰구가 있어 니시쿄고쿠 종합운동공원에서 이벤트 개최일에 사용된다.
역사는 1988년에 중건된 것으로 구역사의 이미지를 계승하지 않고, 한큐의 전신인 신케이한 철도 시대의 건축에서 1984년경까지 존재한 가쓰라 역 구역사와 비슷한 디자인이다.
임시 개찰구(상행 승강장 북쪽)은 당초 계획된 사이인까지 이어진 화물선의 유구에 마련된 것으로 사이인 진입 전 지하 입구 부근까지는 여러 단선 구조에서 3선의 선로 용지를 갖는 것이다.

### 승강장
| 번호 | 노선        | 방향 | 행선                                                               |
| ---- | ----------- | ---- | ------------------------------------------------------------------ |
| 북측 | ■ 교토 본선 | 상행 | 오미야・가라스마・교토 방면                                        |
| 남측 | ■ 교토 본선 | 하행 | 오사카 (우메다)・아와지・덴가차야・기타센리・고베・다카라즈카 방면 |

## 역 주변
- 교토 시 니시쿄고쿠 종합운동공원
  - 교토 시 니시쿄고쿠 종합운동공원 야구장
  - 육상 경기장 겸 구기장
  - 보조 경기장
  - 교토 아쿠 아레나
  - 교토 시 체육관
- 교토 니시쿄고쿠 우체국
- 교토 구즈노 우체국
- 교토 은행 니시쿄고쿠 지점
- 교토 시립 니시쿄고쿠 중학교
- 교토 시립 니시쿄고쿠 초등학교
- 학교 법인 고카 여자 학원
  - 교토 고카 여자 대학
  - 교토 고카 여자 대학 단기 대학부
  - 교토 고카 중・고등학교
  - 고카 초등학교
  - 고카 유치원
- 니시쿄고쿠 보육원
- 시코로모데 신사
- 하나야초도리
- 덴진가와도리
- 구즈노오지도리
- 교토 부도 113호 우메즈히가시야마시치조 선
- 국도 제9호선(니시고조도리)
- 가쓰라강

## 인접역
| 한큐 전철 ■ 교토 본선    | 한큐 전철 ■ 교토 본선 | 한큐 전철 ■ 교토 본선        |
| ------------------------ | --------------------- | ---------------------------- |
| HK-81 가쓰라 우메다 방면 | ■ 준급 ■ 보통         | 사이인 HK-83 가와라마치 방면 |